# Schloss vor Husum

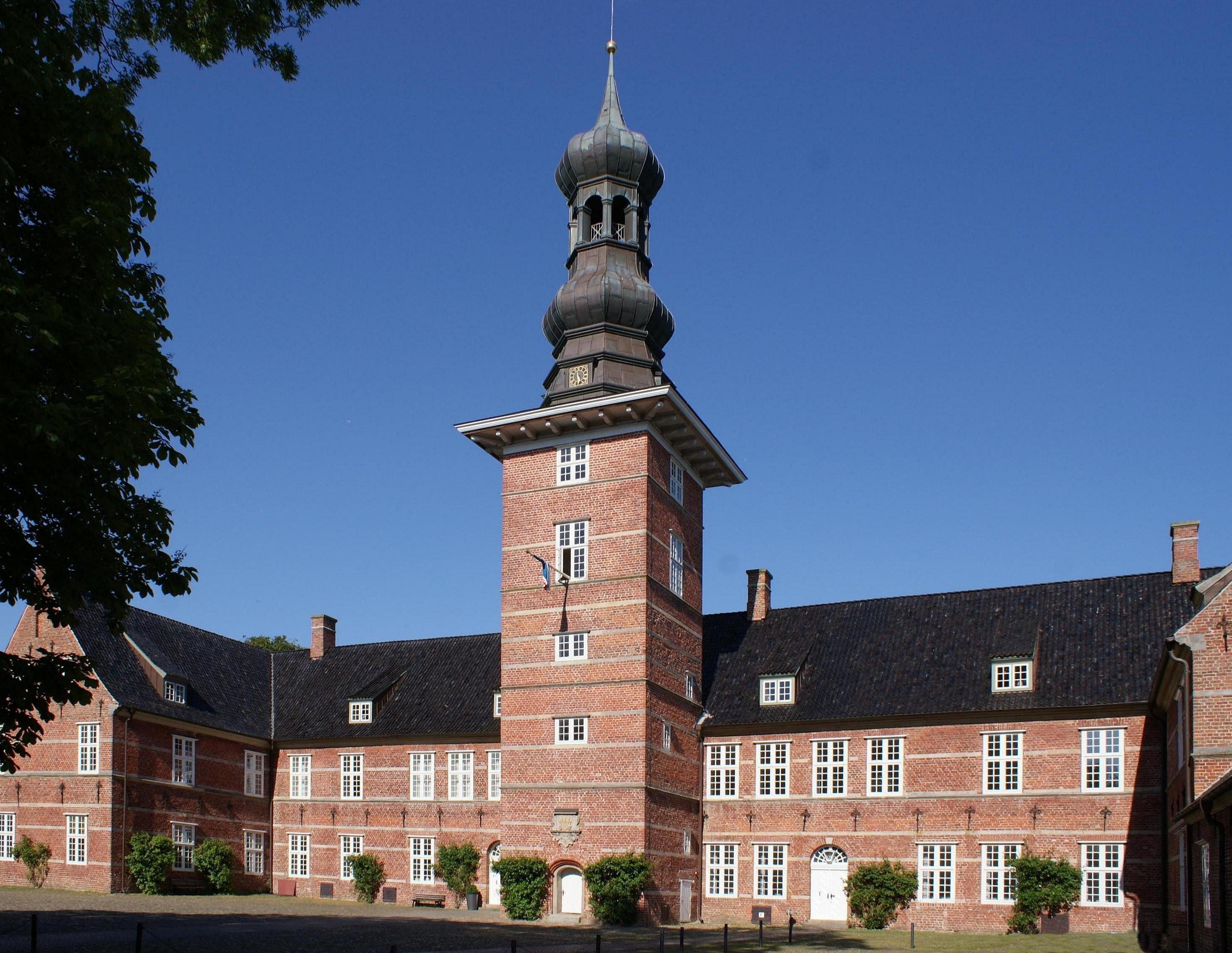
Das Schloss vor Husum, Blick in den Hof der Schlossanlage

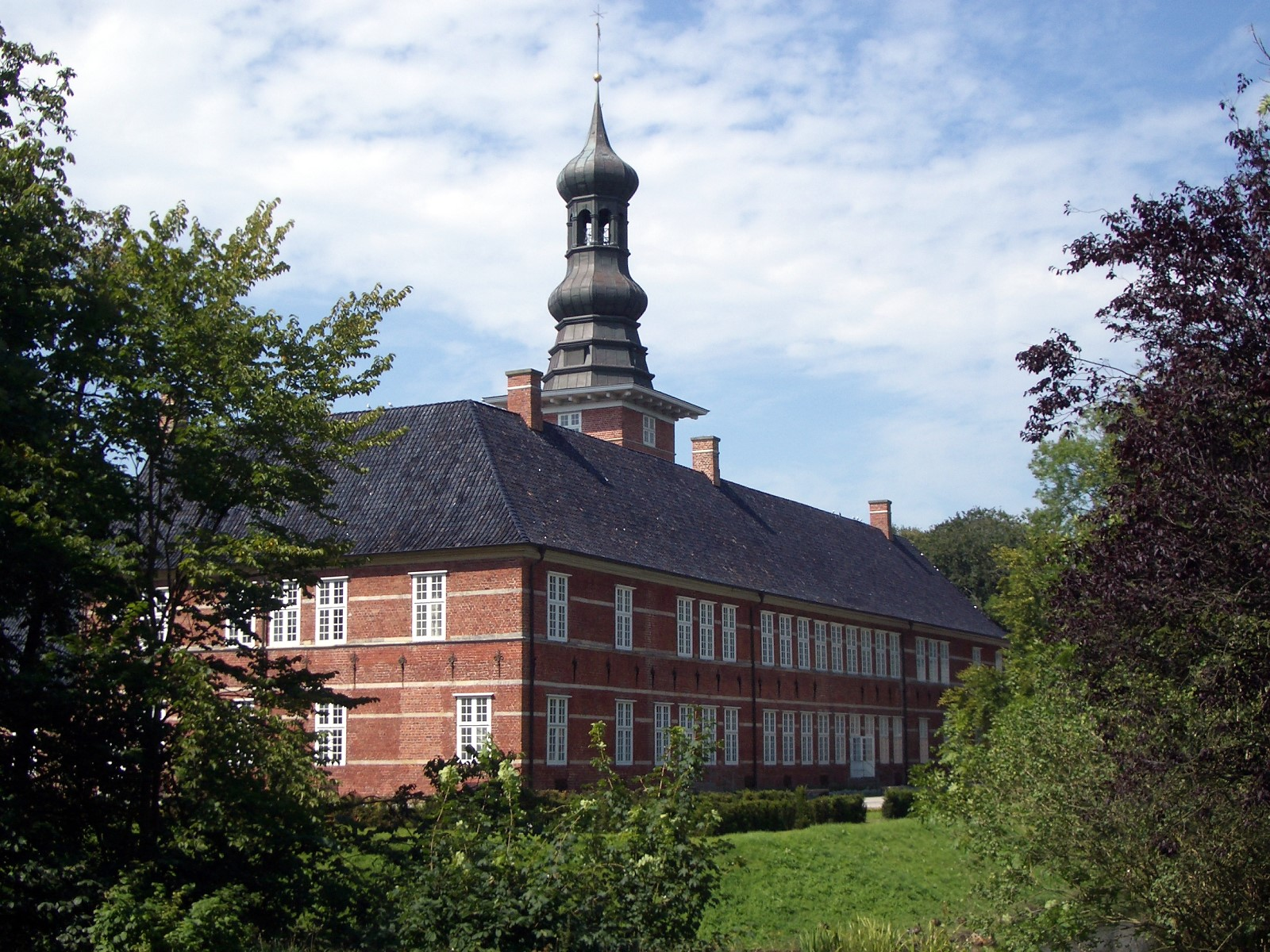
Das Schloss vor Husum, Blick auf die gartenseitigen Fassaden des südlichen Seiten- und des Mittelflügels

Das Schloss vor Husum – so genannt, weil es zu seiner Erbauungszeit vor der Stadtgrenze lag – befindet sich in Husum im Kreis Nordfriesland in Schleswig-Holstein. Es war ursprünglich eine Nebenresidenz des herzoglichen Hauses Schleswig-Holstein-Gottorf und diente im 18. und 19. Jahrhundert als gelegentliche Residenz des dänischen Königshauses. Bereits während dieser Zeit nahm das nun „königliche Schloss“ die Amtsverwaltung auf, die sich nach 1864 fast auf das ganze Haus ausdehnte und hier bis ins 20. Jahrhundert verblieb.
Das Schloss vor Husum ist der einzige erhaltene Schlossbau an der schleswig-holsteinischen Westküste. Es dient heute als Schlossmuseum und als Kulturzentrum, ist der Öffentlichkeit zugänglich und kann besichtigt werden. Der Schlosspark ist während der alljährlichen Krokusblüte eine überregional bekannte Attraktion.

## Geschichte

### Vorgeschichte des Schlossgeländes
An der Stelle des heutigen Schlosses befand sich seit dem späten 15. Jahrhundert das sogenannte Graukloster, ein möglicherweise 1494 gegründetes Kloster der Franziskaner, benannt nach der Farbe des Habits der Ordensleute. Es bildete mit den Franziskanerklöstern in Lunden, St. Maria in Kiel und dem Graukloster in Schleswig die Kustodie Holstein der dänischen Ordensprovinz Dacia und kam 1520 mit diesen zur franziskanischen Reformprovinz Saxonia S. Crucis. Wie viele weitere in Schleswig-Holstein wurden auch alle diese Klöster im Zuge der Reformation aufgelöst. Die Brüder mussten in Husum 1527 ihr Kloster verlassen. Die Ländereien gingen an den Landesherrn, den dänischen König, über. Das alte Klostergebäude diente ab 1528 als Armen- und Siechenhaus; mit den Einkünften finanzierte der Rat auf Anregung des Reformators Hermann Tast die Gründung einer Lateinschule.
Herzog Adolf von Schleswig-Holstein-Gottorf war der erste Landesherr des 1544 begründeten Herzogtums Schleswig-Holstein-Gottorf, und er unterstrich seinen Rang – er war ein Halbbruder des dänischen Königs Christian III. – mit einer Fülle von Neubauten im Stile der Niederländischen Renaissance. Zu den zahlreichen Bauwerken seiner Regierungszeit gehörten unter anderem das Schloss in Reinbek, das Schloss in Tönning oder der Nordflügel des bis dahin mittelalterlich geprägten Gottorfer Schlosses. Auch in Husum plante er ein neues Schloss, als Bauplatz wurde – wie auch in Reinbek – das Gelände des früheren Klosters bestimmt. Das Armenhaus wurde dafür abgerissen und in Husum stattdessen das sogenannte Gasthaus zum Ritter St. Jürgen gegründet, das noch heute als ein Seniorenheim besteht.

### Eine Residenz der Gottorfer
Das Husumer Schloss wurde für Adolf I. von 1577 bis 1582 errichtet. Damals lag das Gelände noch außerhalb des Stadtbezirks, wovon der heutige Name des Schlosses herrührt, der sich allerdings erst im 19. Jahrhundert einbürgerte. Das Schloss sollte für Aufenthalte des herzoglichen Hofs an der Westküste als Residenz dienen. Die dortigen Gebiete Eiderstedt, Teile Nordfrieslands und das nördliche Dithmarschen bildeten den größten zusammenhängenden Besitz des Gottorfer Territoriums, das einem Flickenteppich gleich über Schleswig und Holstein verteilt war. Nach Herzog Adolf I. nutzten auch seine Nachfolger Friedrich II., Philipp und Johann Adolf die Husumer Schlossanlage. Stammschloss und Regierungssitz blieb aber Gottorf bei Schleswig. In der Landesgeschichte spielte die Husumer Residenz keine bedeutende Rolle.

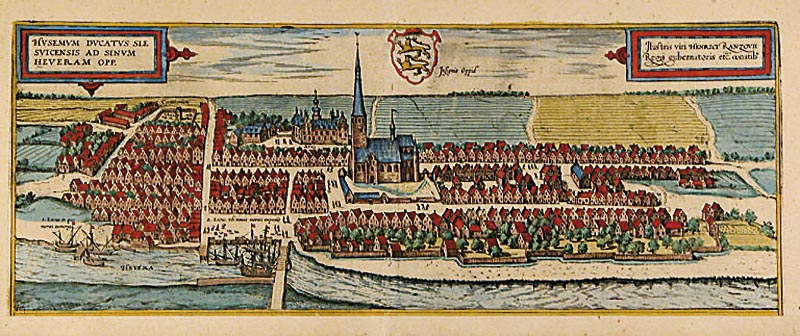
Schloss und Stadt Husum zum Ende des 16. Jahrhunderts. Stich von Frans Hogenberg

Ab dem 17. Jahrhundert wurde das bis dahin nur sporadisch genutzte Husumer Schloss ebenso wie das Schloss in Reinbek zum Leibgedinge, also zum Witwensitz bestimmt. Herzogin Augusta, die Witwe Johann Adolfs, bewohnte das Husumer Schloss von 1610 bis 1639 regelmäßig. Für ihre Versorgung erwarb sie die benachbarten Güter Arlewatt, Hoyerswort und den Roten Haubarg. Unter ihr und der nachfolgenden Herzogin Maria Elisabeth erlebten die Stadt und das Schloss eine kurze kulturelle Blüte. Künstler wurden an den Hof geholt und das Schloss wurde erweitert und mit einer frühbarocken Ausstattung versehen. Maria Elisabeth, die Witwe von Friedrich III., lebte von 1660 bis 1684 fast ausschließlich hier. Nach ihrem Tod wurde das Schloss selten genutzt, wie z. B. zwischen 1710 und 1713 als Wohnsitz des damaligen Amtmannes von Husum und Schwabstedt und späteren Holstein-Gottorfschen Geheimratspräsidenten Henning Friedrich von Bassewitz. Im Übrigen stand es zumeist leer.

### Das Schloss in dänischem Besitz
Ab 1721 gingen Schloss und Stadt Husum infolge des verlorenen Nordischen Krieges an das Königreich Dänemark. Das dänische Königshaus, das durch diese politische Entwicklung und die damit verbundene partielle Entmachtung der Gottorfer in den Besitz mehrerer Schlösser im Herzogtum Schleswig gelangte, hatte nur ein mäßiges Interesse daran, die fern vom dänischen Kernland liegenden Gebäude zu erhalten. So wurde beispielsweise das Tönninger Schloss geschleift, die barocken Umbauarbeiten am Gottorfer Schloss eingestellt und die alte Residenz zum Sitz der dänischen Statthalter bestimmt. Das Husumer Schloss indessen stand weiterhin leer und wurde nur notdürftig unterhalten. Erst der dänische König Friedrich V. zeigte wieder Interesse an einem gelegentlichen Wohnsitz im Westen der Herzogtümer. So ließ er in Glückstadt, wo das dortige Schloss bereits 1708 abgerissen werden musste, das Wasmer-Palais erwerben und plante am Husumer Schloss eine Modernisierung, die in den großen Umbauarbeiten von 1750 bis 1752 ihre Umsetzung fand. Das alte und zum Teil bereits baufällige Husumer Renaissanceschloss wurde durch den Landesbaumeister Otto Johann Müller in reduzierter Form erneuert und mit barocken Elementen dem Geist der Zeit angepasst.
Seit 1752 nahm das Schloss auch die Amtsverwaltung des Amtes Husum mit der Wohnung des Amtmannes auf. Dieser wohnte mit seiner Familie in den Räumen nördlich des Turms, wie auch die Familien anderer königlicher Beamter. Die Amtsverwaltung bestand aus drei Räumen im Erdgeschoss. Für mögliche Aufenthalte des Königs waren die Räume vorgesehen, die südlich des Turms in beiden Etagen lagen. Die Amtsverwaltung verblieb im Schloss, die Nutzung durch das dänische Königshaus beschränkte sich jedoch auf wenige Besuche. Dennoch kam es im weiteren Verlauf des 18. Jahrhunderts zu einer erneuten Vernachlässigung der Bausubstanz. 1792 musste der Hauptturm weitgehend abgetragen werden. In der ersten Hälfte des 19. Jahrhunderts wurde das Schloss wieder vermehrt für königliche Besuche genutzt. Hier sind vor allem König Friedrich VI., der in den zwanziger Jahren häufiger nach Husum kam, und Christian VIII. zu nennen, der sich in den 40er Jahren des 19. Jahrhunderts um Husum bemühte (er starb 1848). Unter ihm wurde das Schloss teilweise modernisiert. Den Besuch des Königs im Jahre 1845 schilderte Theodor Storm sehr anschaulich in einem Brief an seine damalige Verlobte Constanze Esmarch.

### Die Zeit als Verwaltungsbau
Nachdem Schleswig-Holstein im 19. Jahrhundert infolge des Deutsch-Dänischen Krieges in preußische Verwaltung übergegangen war, zogen die Kreisverwaltung des Kreises Husum und das Amtsgericht in das Schloss. Theodor Storm diente hier von 1867 bis 1880 als Amtsrichter und Gerichtsrat. 1871 wurde die Schriftstellerin Franziska zu Reventlow, die Tochter des Landrats Ludwig Graf zu Reventlow, auf dem Schloss geboren. Nach dem Ende des Deutschen Kaiserreichs kaufte der Kreis Husum das Gebäude aus dem ehemaligen Kronvermögen. Allmählich weitete sich die Verwaltung immer mehr aus und beanspruchte bis auf die Landratswohnung fast das ganze Haus. Die Zeit der Weltkriege des 20. Jahrhunderts überstand das Schloss ohne Zerstörungen.

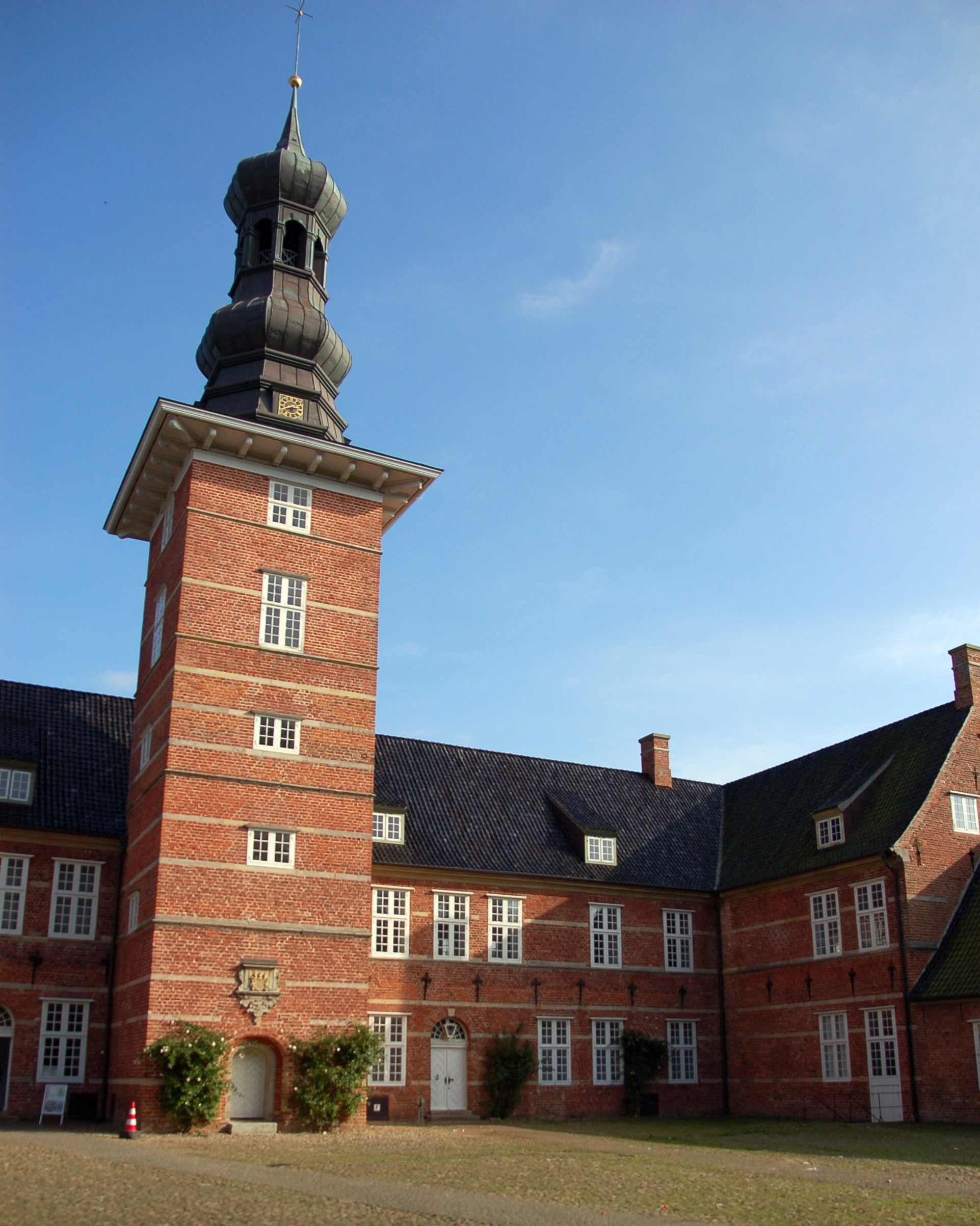
Nachdem der Turm fast 200 Jahre ohne Haube und obere Stockwerke war, wurde er 1980 rekonstruiert

Nach dem Zusammenschluss der Kreise Eiderstedt, Husum und Südtondern 1970 zum neuen Kreis Nordfriesland mit dem Sitz in Husum wurde eine neue Kreisverwaltung auf dem Gelände des nahegelegenen ehemaligen Viehmarkts errichtet. Das nun funktionslose Schloss wurde ab 1973 bis in die 1980er Jahre restauriert und einer kulturellen Nutzung zugeführt. Dabei wurde unter der Leitung des dänischen Architekten Karsten Rønnow die Gestalt des Gebäudes nach dem Umbau von 1750 bis 1751 angestrebt. Eine Rückführung auf den Zustand der Renaissancezeit war aufgrund der später erfolgten Eingriffe in die Bausubstanz und des damit verbundenen Aufwands nicht mehr möglich.

### Nutzung
Im Jahr 2003 wurde der Förderverein Schloss vor Husum gegründet, der sich dem Erhalt des denkmalgeschützten Gebäudes und einem weiteren Ausbau der Nutzungsmöglichkeiten verschrieben hat. Das Schloss beherbergt den Fachdienst Kultur und die Musikschule des Kreises Nordfriesland sowie die Stiftung Nordfriesland. Das Schlossmuseum zeigt die ehemals königlichen Repräsentationssalons, die Schlosskapelle und weitere Räume samt Ausstattung. Die Sammlungen des Hauses werden laufend ergänzt. Es ist täglich außer montags geöffnet, von April bis Oktober, im Winterhalbjahr nur an den Wochenenden und zwischen Weihnachten und Silvester.
Das Schloss ist Teil des Museumsverbundes Nordfriesland und in eine Vielzahl öffentlicher Veranstaltungen eingebunden. Neben dem Museumsbetrieb finden hier regelmäßig Konzerte (beispielsweise das Musikfestival Raritäten der Klaviermusik), Theateraufführungen und wechselnde Sonderausstellungen statt, die seit 2008 unter dem restaurierten Dachstuhl ihren Platz finden. Die Schlosskapelle und der Fortunasaal werden für Trauungen vermietet. Im einstigen Küchenflügel befindet sich ein Café, das von Auszubildenden des nahegelegenen Theodor-Schäfer-Berufsbildungswerkes betrieben wird. Die frühjährliche Krokusblüte im Schlosspark wird mit dem Krokusblütenfest gefeiert.

## Die Schlossanlage
Das Husumer Schloss befindet sich auf einer von einem Schlossgraben umgebenen Insel, die einstmals Teil einer einfachen Befestigungsanlage war. Der Innenhof war gegen Westen mit einstöckigen Nebengebäuden und einem kleinen Torhaus versehen. Der Schlossinsel war ein großer Wirtschaftshof vorgelagert, dessen Gebäude im 18. Jahrhundert jedoch weitgehend abgetragen wurden. Von den einstigen Nebengebäuden außerhalb der Schlossinsel haben sich nur das ehemalige Torhaus und das Kavaliershaus erhalten.

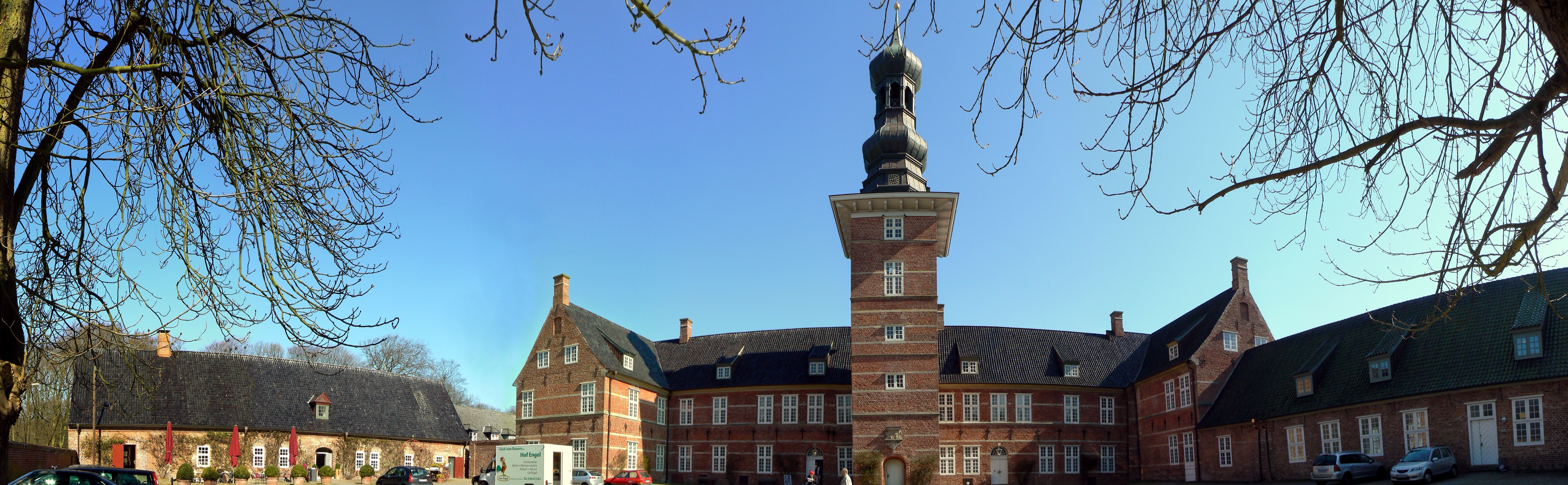
Panoramaaufnahme des Schlosshofs

### Architektur des Schlosses
Das Husumer Schloss wurde von 1577 bis 1582 errichtet. Es ist ein zweigeschossiges, dreiflügeliges Gebäude mit einem markanten Mittelturm. Einen langen Mitteltrakt flankieren zwei kürzere Seitenflügel, der südliche ist durch einen eingeschossigen Wirtschaftsbau verlängert, das Pendant im Norden – der Küchenbau – gegen den Hof zurückversetzt. Der Grundriss des Hauptgebäudes ähnelt einem großen „E“. Erbaut im Stile der Niederländischen Renaissance, wurde das rote Backsteingebäude um 1612, 1750 und 1792 mehrmals modernisiert und umgestaltet. In seiner über 400-jährigen Geschichte diente das Schloss länger als Verwaltungsgebäude denn als fürstliche Residenz. Die Anlage eines Hauptgebäudes mit zwei separaten seitlichen Wirtschaftsgebäuden findet sich 200 Jahre später bei Matthieu Soirons Schloss Wickrath aus den Jahren 1746 bis 1772.

#### Husum und Reinbek – zwei verwandte Bauten
Das Schloss vor Husum ist der direkte Nachfolger des 1576 vollendeten und ebenfalls im Auftrag Herzog Adolfs I. errichteten Schlosses in Reinbek, mit dem es einige Gemeinsamkeiten teilt. Beide Schlösser gehörten bei ihrer Vollendung zu den fortschrittlichsten Bauten im Gottorfer Teil der Herzogtümer, offene Dreiflügelanlagen gab es hier vorher nicht. Für adelige Wohnsitze wurde bis dahin der traditionelle Typ des sogenannten Doppelhauses bevorzugt, in seltenen Fällen auch wurden geschlossene, vierflügelige Anlagen entwickelt. Die Fassaden beider Schlösser sind aus rotem Backstein gemauert und mit horizontalen Bändern aus Sandstein gegliedert. Die Fenster verfügten einst über in Stein gefasste Fensterkreuze und die Türme sind mit schwungvollen Hauben bekrönt.
Die Architekten beider Gebäude sind namentlich nicht bekannt, es wird aber vermutet, dass die Gebäude nacheinander von niederländischen Baumeistern – möglicherweise unter der Leitung Peter von Mastrichts – errichtet wurden. Diese brachten auch die relativ neuen Stilelemente der niederländischen Renaissance mit in das Gottorfer Herrschaftsgebiet.
Während das in einer abgelegenen Exklave liegende Reinbeker Schloss für kürzere Aufenthalte gedacht war und einfacheren Ansprüchen genügte, wurde das Husumer Schloss als repräsentative Residenz an der Westküste geplant. Es war nicht weit entfernt vom Stammsitz des herzoglichen Hauses, Schloss Gottorf, das zu diesem Zeitpunkt noch mehr einer Burg als einem bequemen Adelssitz glich. Dennoch erlebte das Husumer Schloss eine ähnliche Geschichte wie das Reinbeker Schloss. Beide dienten nach einer kurzen höfischen Phase erst als Witwen-, dann als Amtssitz und wurden durch bauliche Eingriffe im 18., bzw. im 19. Jahrhundert stark verändert. Beide Gebäude wurden im 20. Jahrhundert restauriert und dienen heute als Kulturzentren öffentlichen Zwecken.

#### Das herzogliche Renaissanceschloss
Das Husumer Schloss verfügt über einen der ersten symmetrischen Baukörper in den Herzogtümern. Die Baugestalt war in der Architekturgeschichte des Landes eine Neuerung, die sich auch im Vorgängerbau von Reinbek noch nicht fand. Der symmetrische Aufbau ging durch die Umbauten unter Herzogin Augusta, welche die niedrigeren Wirtschaftsflügel errichtet ließ, zum Teil wieder verloren. Die Schlossanlage vor dem Umbau Mitte des 18. Jahrhunderts ist also das Ergebnis eines mehrere Phasen umfassenden Bauprozesses.

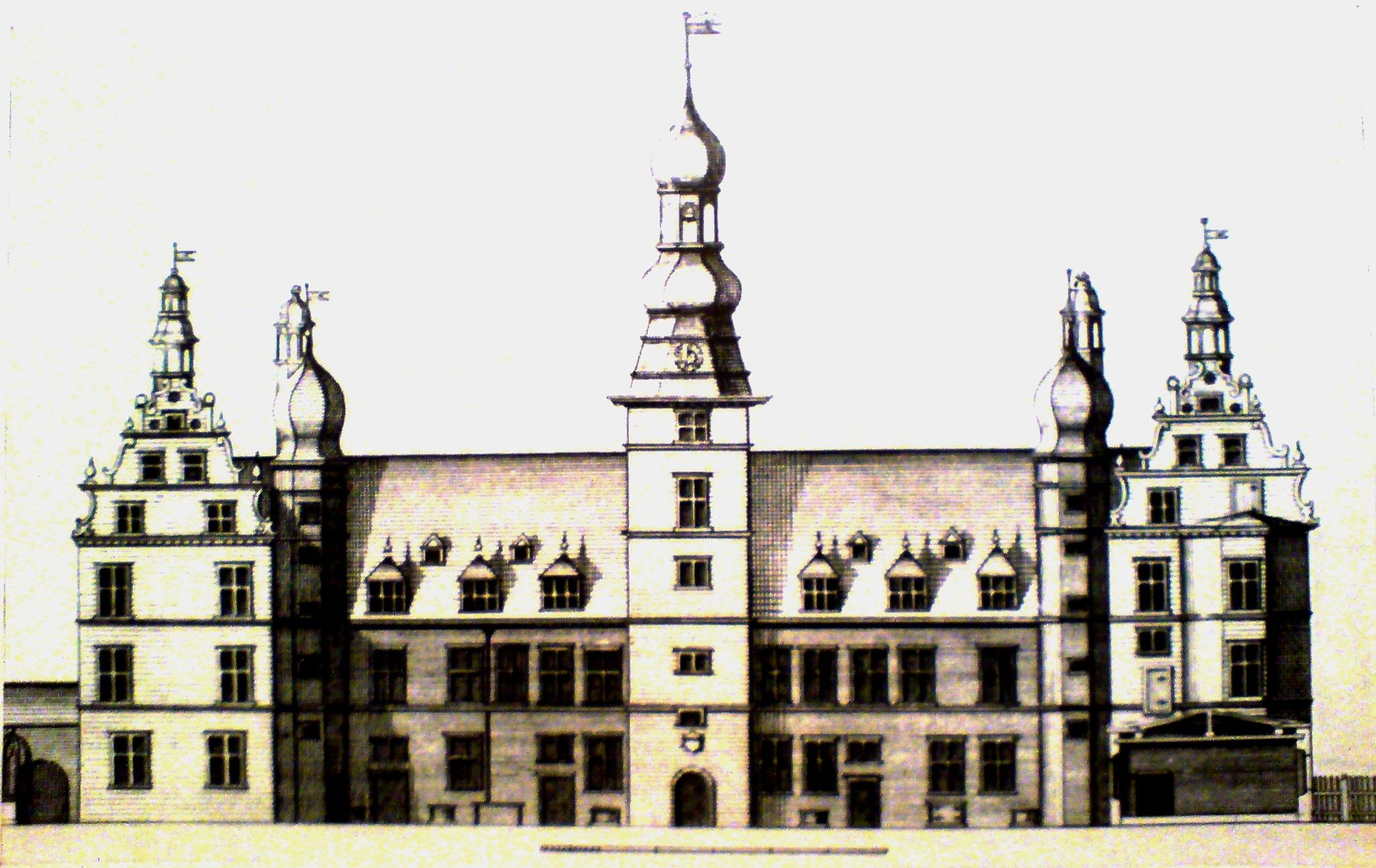
Das Schloss vor 1750, Stich aus Laurids de Thuras „Den danske Vitruvius“

Die kurzen seitlichen Flügel des Husumer Schlosses waren bei Bauabschluss im 16. Jahrhundert ursprünglich um ein Geschoss höher als der lange Mittelbau und ihre Giebel waren mit schwungvollem Schweifwerk dekoriert, wie es sich ähnlich noch am Torhaus findet.
Durch die höheren Seitenflügel und einen höheren Dachstuhl verfügte das Schloss über andere Proportionen als heute. In die Winkel zwischen dem Mittelflügel und den kurzen Seitenbauten waren zwei schlanke Türme mit Zwiebelhauben eingefügt – einen ähnlichen Turm besitzt auch das Reinbeker Schloss in der südlichen Hofecke – und auf dem hohen Dachfirst saßen mehrere Dachreiter. Die symmetrische Aufteilung des Gebäudes folgte einem Konzept: Der lange Mittelflügel enthielt ursprünglich die großen Säle des Schlosses und wurde über den mittleren Treppenturm erschlossen, während der nördliche Flügel der Herzogin und der südliche Flügel dem Herzog diente. Beide Seitentrakte besaßen mit den Ecktürmen des Hofs eigene Wendeltreppen zu den Wohnappartements. Es ähnelte mit seiner vieltürmigen Silhouette bis zur Mitte des 18. Jahrhunderts anderen nordischen Renaissanceschlössern, wie Rosenborg oder Frederiksborg.

#### Baureduzierung ab 1750
Aufgrund verschiedener Bauschäden wurde das Schloss ab 1750 stark vereinfacht. Die Wirkung der einstmals repräsentativen Hoffassade mit den zwei Ecktürmen und dem mächtigen Hauptturm wurde durch die Umbauten völlig verändert. Die schlanken Treppentürme des Hofs, die nicht mehr benötigten Nebengebäude und ein dem Hof vorgelagertes Torhaus wurden abgetragen. Der Dachfirst wurde niedriger angesetzt, die Dachreiter wurden entfernt und die Seitenflügel in ihrer Höhe reduziert. Die in Stein gefassten Fenster der Renaissance wurden durch hölzerne Rahmen ersetzt. Der Mittelturm wurde 1792 seiner oberen Stockwerke und seines Helms beraubt, weitere kleinere Umbauten unter Christian VIII. folgten. Zeitgleich mit den äußeren Veränderungen wurden die alten Raumfolgen barock modernisiert und die herzogliche Aufteilung damit aufgehoben. In späterer Zeit wurden die Salons dann nach und nach zu Verwaltungszimmern umgestaltet.
Durch die Umgestaltungen, die dem Husumer Schloss im Laufe der Jahrhunderte zugefügt wurden, war die einstige Pracht des Gebäudes zwischenzeitlich nur mehr zu erahnen. Nachdem das Schloss fast 200 Jahre lang nur mehr ein Torso war, hat es durch die Sanierung in der zweiten Hälfte des 20. Jahrhunderts etwas von seinem alten Glanz zurückerhalten. Mit der Rekonstruktion des Turmhelms 1980 war der Zustand von 1752 optisch wieder hergestellt.

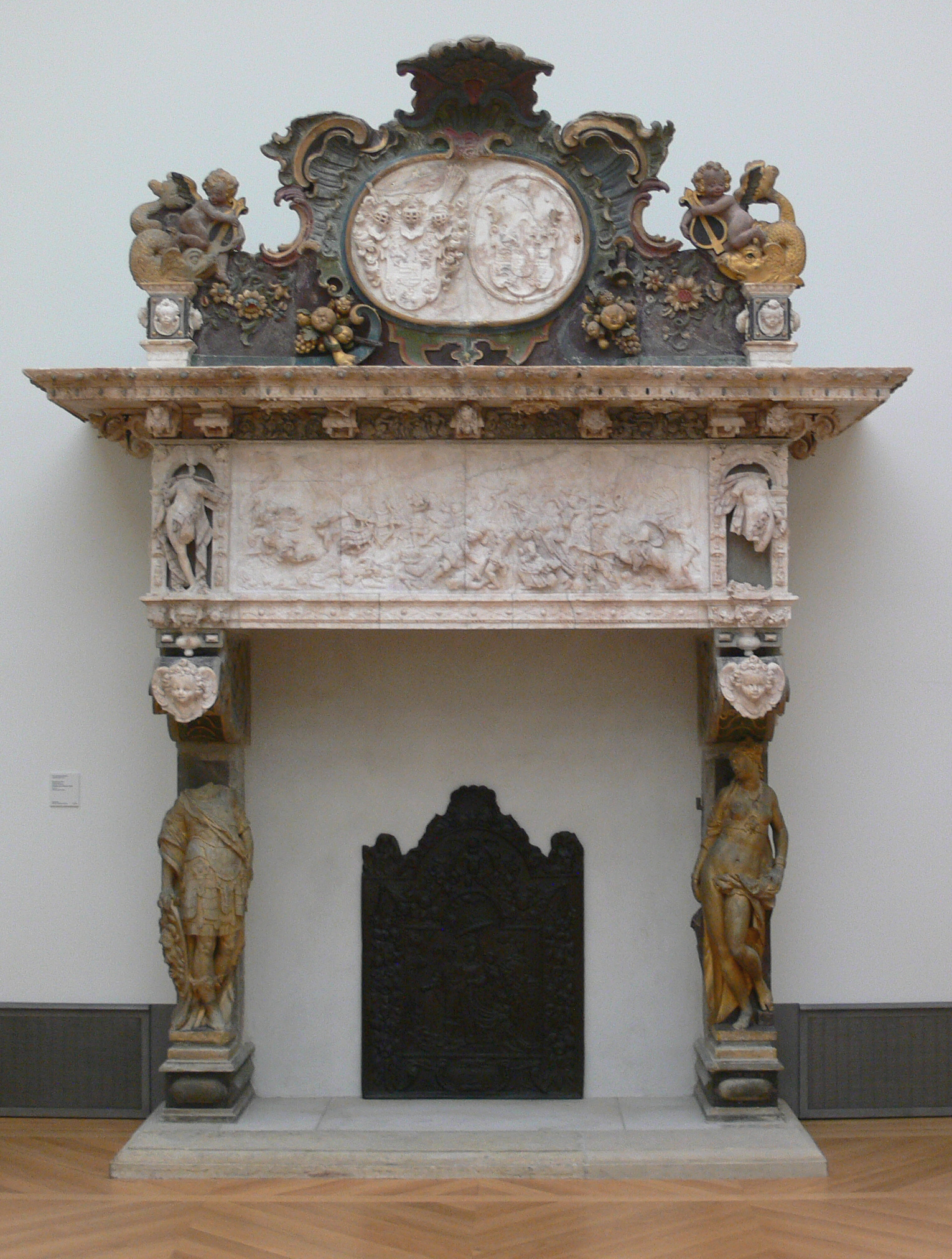
Das Original des Todeskampfkamins (Bild) befindet sich durch den Verkauf 1919 in der Berliner Skulpturensammlung. Für das Husumer Schloss wurde 1988–1992 eine Kopie angefertigt. 1988 – 1992 restauratorische Befunduntersuchungen sowie vor der Abformung Sicherungs- und Konservierungsarbeiten an dem Originalkamin in der Skulpturensammlung in Berlin und Ausführung der Farbrekonstruktion der polychromen Fassung nach Befund von 1753 unter Berücksichtigung der Alterungsästhetik an dem 1992 im Schloß Husum, Nordfriesland aufgestellten Abgußkamin. Dipl. Restaurator Gottfried Grafe

### Die Innenausstattung
Das Schloss war bei Beendigung der Bauarbeiten ein moderner Adelssitz im Stil der Renaissance, die Wohnräume mit bemalten Balkendecken geschmückt. Die Witwen der Herzöge ließen das Schloss im 17. Jahrhundert reichhaltig ausstatten – im Jahr 1710 hatten die Inventurlisten zum Beispiel noch 598 Gemälde aufgezählt – doch sind nur wenige Teile bis heute erhalten. Abgesehen von den königlichen Repräsentationsräumen zeigen sich die Innenräume heute in weitgehend nüchterner Gestalt.
Der Hauptzugang zum Schloss führte seit jeher durch das Portal des mittleren Turms, der zugleich die Hauptwendeltreppe enthält, die später durch ein offenes Treppenhaus ergänzt wurde. Die Repräsentationsräume befinden sich im oberen Geschoss. Die ursprünglichen Balkendecken der Innenräume wurden zum Teil mit stuckierten Zwischendecken verhängt. Die heutigen Korridore wurden bei den Umbauten des 18. Jahrhunderts eingezogen, womit eine bessere Erschließung der Räume möglich wurde, die bis dahin direkt aneinander gereiht waren. Unter König Christian VIII. wurden vom Landbauinspektor Wilhelm Friedrich Meyer die Räume im Erdgeschoss renoviert und erhielten unter anderem neue repräsentative Türen; eine Ofennische aus dieser Zeit ist in der jetzigen Schlosskapelle erhalten. Während der folgenden Nutzung als Verwaltungsbau wurden weitere Änderungen an den Raumfolgen vorgenommen und die größeren Säle zum Teil in kleine Amtsstuben unterteilt. Diese Änderungen wurden in der Restaurierungsphase des ausgehenden 20. Jahrhunderts wieder rückgängig gemacht.
Der größte Raum des Schlosses ist der mit einer Replik des sogenannten „Todeskampfkamins“ geschmückte Rittersaal, der im linken Obergeschoss die gesamte Tiefe des Gebäudes einnimmt. Auf ihn folgt das Audienz- und daran das Schlafzimmer, beides Räume aus der königlichen Zeit, die ihren Zweck als Repräsentationsalons allerdings nur selten erfüllen mussten. Im Erdgeschoss des südlichen Flügels befindet sich die 1616 durch Herzogin Augusta eingerichtete Schlosskapelle. Der dort ursprünglich aufgestellte Silberaltar befindet sich heute im Dänischen Nationalmuseum.
Die bedeutendsten Ausstattungsstücke des Schlosses sind die manieristischen Prachtkamine von Henni Heidtrider, Reste der herzoglichen Gemäldesammlung, sowie Originalmöbel verschiedener Epochen. Die Gemäldesammlung des Schlosses wurde durch zahlreiche Bilder aus dem Besitz der Nissen-Stiftung, der Stadt Husum sowie privater Leihgeber und Ankäufe des Fördervereins ergänzt, so dass heute wieder etwa 100 Gemälde und Grafiken, meist aus dem 17. Jahrhundert, zu sehen sind. Unter den Gemälden ragt eine Darstellung Alexanders als gerechter Richter an der Stirnwand des oberen Treppenabsatzes durch ihre Qualität und ihre beträchtlichen Ausmaße hervor. In den unteren Königsräumen werden Möbel des frühen und mittleren 19. Jahrhunderts gezeigt, die der Umbauzeit in den 40er Jahren des 19. Jahrhunderts entsprechen, sowie Gemälde aus dem „Goldenen Zeitalter“ der dänischen Malerei bis hin zu Werken des frühen 20. Jahrhunderts.

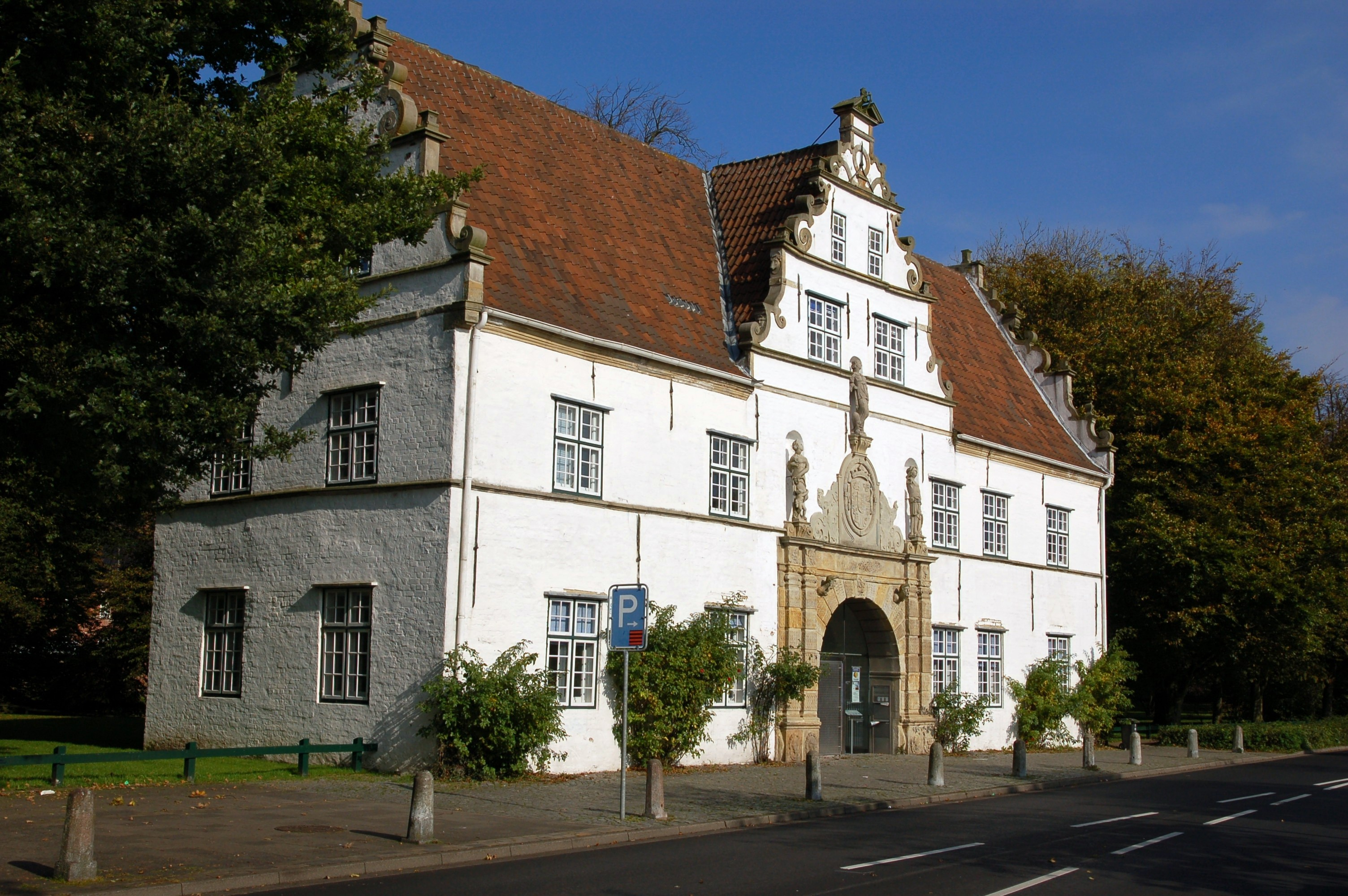
Das Torhaus zum Schlossbezirk ist weitgehend in seiner alten Gestalt erhalten

### Die Nebengebäude
Von den Nebengebäuden der Schlossanlage sind nur zwei bis in die Gegenwart erhalten. Das ehemalige Torhaus zum Schlossbezirk liegt direkt an der Schlossstraße, es stammt aus der ersten Umbauphase unter Herzogin Augusta. Das Gebäude wird nach einem späteren Besitzer auch als Cornilsches Haus bezeichnet. Es handelt sich um ein zweigeschossiges Gebäude von 1612, das heute noch die Schweifwerkgiebel der späten Renaissance aufweist. Zur einstigen Tordurchfahrt gehört ein sandsteinernes Portal mit Doppelpilastern an den Seiten und dem Wappen der Herzogin Augusta als Bekrönung. Neben dem Wappen finden sich Figuren antiker Göttinnen: Aphrodite links und Athene rechts. Die Nische für eine dritte Figur, die Hera, musste lange leer bleiben, da die Figur verschollen war. Sie wurde 2003 wiedergefunden, war allerdings in mehrere Teile zerbrochen. Ein Abguss der alten Figur nimmt nun deren Platz in der dritten Nische ein, so dass heute das Torhaus das einzige nahezu vollständig erhaltene Gebäude der alten Schlossanlage ist. Das Original der Hera ist im Treppenhaus des Schlosses aufgestellt, das Torhaus dient heute der Verwaltung. In ihm ist die örtliche Vertretung der Wirtschaftsförderung des Kreises Nordfriesland untergebracht.
Als weiteres Nebengebäude hat sich das sogenannte Kavaliershaus erhalten. Das Gebäude aus der Zeit der späten Renaissance ist aus Backstein errichtet und mit Treppengiebeln geschmückt, es diente einst als Gästehaus. Später befand es sich im Besitz des Ferdinand Tönnies und seiner Familie. Der Bau liegt heute außerhalb des öffentlich zugänglichen Schlossgeländes und wird als Wohnhaus genutzt.

### Der Schlosspark

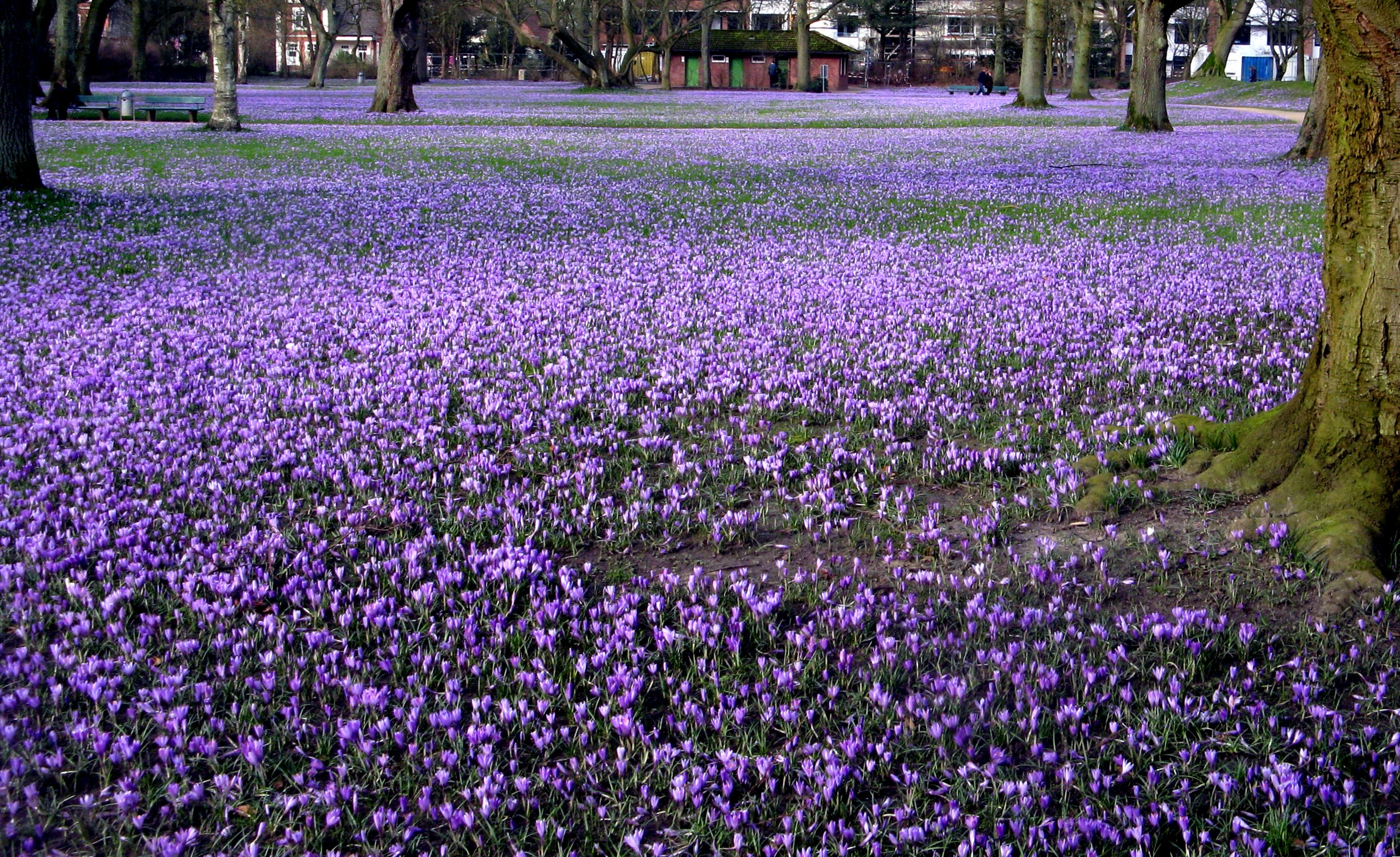
Der frühjährliche Krokusteppich der Husumer Krokusblüte im Großen Garten

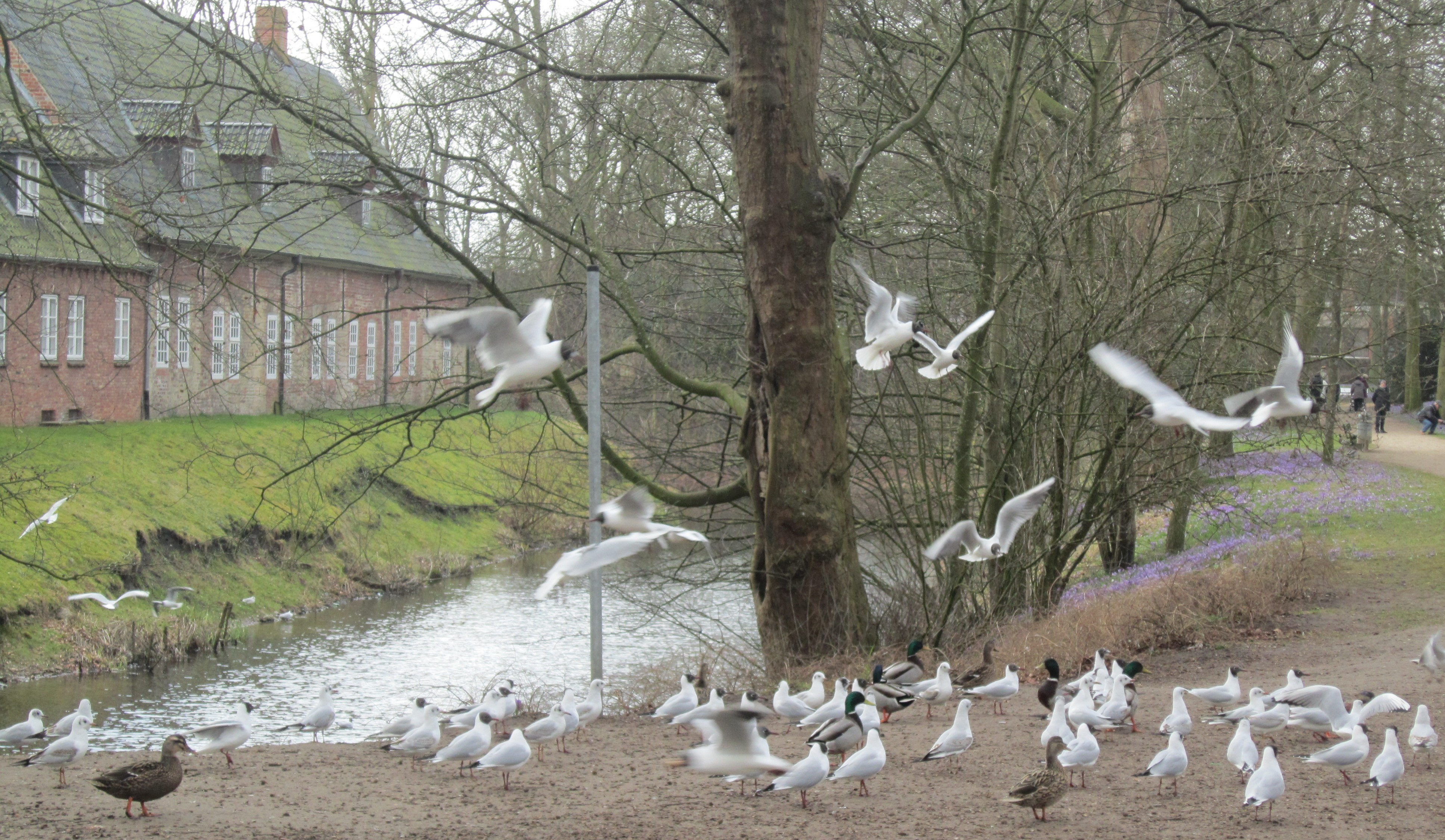
Nahe Nordsee: Möwen mischen sich unter die Enten am Graben zwischen Schlosspark und Schloss

Das Schloss ist von einem fünf Hektar großen Schlosspark umgeben, der zu den bekanntesten Sehenswürdigkeiten an der Westküste Schleswig-Holsteins gehört. Der Ursprung des Schlossparks liegt im Küchengarten des alten Klosters, doch sind hiervon keine Spuren mehr vorhanden. Überliefert ist ein erster Renaissancegarten um 1580. Ab 1660 wurde ein frühbarocker Garten durch Herzogin Maria Elisabeth angelegt, der zusammen mit einer Orangerie und einem kleinen Lusthaus in späteren Zeiten ebenfalls verloren ging. Nach 1721 wurde das Gelände zum Teil als Ackerfläche und Weideland genutzt.
Ein erhaltenes Sandsteinportal aus dem 17. Jahrhundert führt zum nördlich und östlich des Schlosses gelegenen „Großen Garten“. Dieser äußere Schlossgarten wurde in seiner heutigen Gestalt 1878 vom Hamburger Gartenarchitekten Rudolph Jürgens als neu erworbener Stadtpark der Stadt Husum angelegt. Der Schlosspark mit seinen Rasenflächen, Rundwegen und Baumgruppen ist als Landschaftsgarten gestaltet. Der Park ist überregional bekannt für seine alljährliche Husumer Krokusblüte, einer Massen-Krokusblüte, die im Park während des Frühjahrs einen lilafarbenen – aus rund fünf Millionen Krokussen der Art Crocus napolitanus bestehenden – Teppich bilden. Die Krokusse wurden vermutlich zur Zeit der Herzoginnen angepflanzt, möglicherweise gehen sie sogar auf Versuche der Grauen Mönche zurück, hier Safran zu gewinnen, was mit Crocus napolitanus aber nicht möglich war. Die Krokusse haben als Stinsenpflanzen bis heute überdauert.
1994 erfolgte die Eintragung in das Denkmalbuch des Landes Schleswig-Holstein.
Auf der Schlossinsel befindet sich vor den östlichen und westlichen Fassaden seit 2008 wieder ein kleiner, formal gestalteter Ziergarten. Dieser Herzoginnengarten stellt eine moderne Rekonstruktion der frühbarocken Gartenparterres dar, die dem Schloss im 17. Jahrhundert vorgelegt wurden.